# Ecgfrith Northumbrijský
Ecgfrith (/ˈɛdʒfrɪð/; staroanglicky: Ecgfrið [ˈedʒfrið]; kolem 645 – 20. května 685) byl deirským králem od roku 664 do roku 670, a poté northumbrijským králem od roku 670 až do své smrti v roce 685. Vládl nad Northumbrií v době, když byla na vrcholu své moci, ale jeho vláda skončila katastrofální porážkou v bitvě u Nechtansmere, v níž přišel o život.

## Mládí
Ecgfrith se narodil v roce 645 králi Oswiuovi a jeho královně Eanflæd. Zhruba desetiletý Ecgfrith byl držen coby rukojmí na dvoře mercijské královny Cynewise poté, když její manžel král Penda v roce 655 napadl Northumbrii. Král Penda byl nakonec králem Oswiuem poražen a zabit v bitvě u řeky Winwaed. Toto vítězství výrazně zvýšilo northumbrijskou moc. Král Oswiu dojednal Ecgfrithův sňatek s dcerou východoanglického krále Anny Æthelthryth, aby si zajistil nadvládu nad jinými anglickými královstvími. V době sňatku bylo Ecgfrithovi asi 15 let. Následně v roce 664 otec ustanovil Ecgfritha králem Deiry poté, co se na začátku téhož roku vzbouřil Ecgfrithův nevlastní bratr Alhfrith proti králi Oswiuovi.

## Král Northumbrie
V roce 671 v bitvě u Dvou řek potlačil král Ecgfrith ze strany Piktů dobře načasované povstání. Vítězství vedlo k tomu, že Northumbrijci převzali kontrolu nad územím mezi zálivem Firth of Forth a řekou Tweed na následujících čtrnáct let. Přibližně ve stejné době chtěla Æthelthryth Ecgfritha opustit, protože se chtěla stát jeptiškou. Nakonec asi v roce 672 královna Æthelthryth Ecgfritha přesvědčila, aby jí umožnil stát se jeptiškou, a vstoupila do kláštera v Coldinghamu, kde byla abatyší Ecgfrithova teta Æbbe. O rok později se Æthelthryth stala zakládající abatyší kláštera v Ely. Æthelthrythino přijetí řeholního závoje zřejmě vedlo k dlouhému sporu s yorským biskupem Wilfridem, který skončil Wilfridovým vypuzením z jeho biskupského stolce.
V roce 674 král Ecgfrith odrazil útok mercijského krále Wulfhera, což mu umožnilo zmocnit se království Lindsey. V roce 679 v bitvě u řeky Trent znovu bojoval s Mercijskými, které tentokrát vedl Wulfherův bratr král Æthelred, jehož manželkou byla Ecgfrithova sestra Osthryth. Ecgfrithův vlastní bratr Ælfwine byl v bitvě zabit. Po zásahu canterburského arcibiskupa Theodora se království Lindsey navrátilo pod nadvládu Mercijských.
V červnu 684 král Ecgfrith vyslal skupinu nájezdníků do irského království Brega vedenou vojevůdcem Berhtem. Berht získal velký počet otroků a vyplenil mnoho kostelů a klášterů. Důvody nájezdu nejsou jasné, i když je známo, že král Ecgfrith jednal proti varování benediktinského mnicha Ecgberhta z Riponu a že nájezd odsoudil Beda Ctihodný a další církevní představitelé.

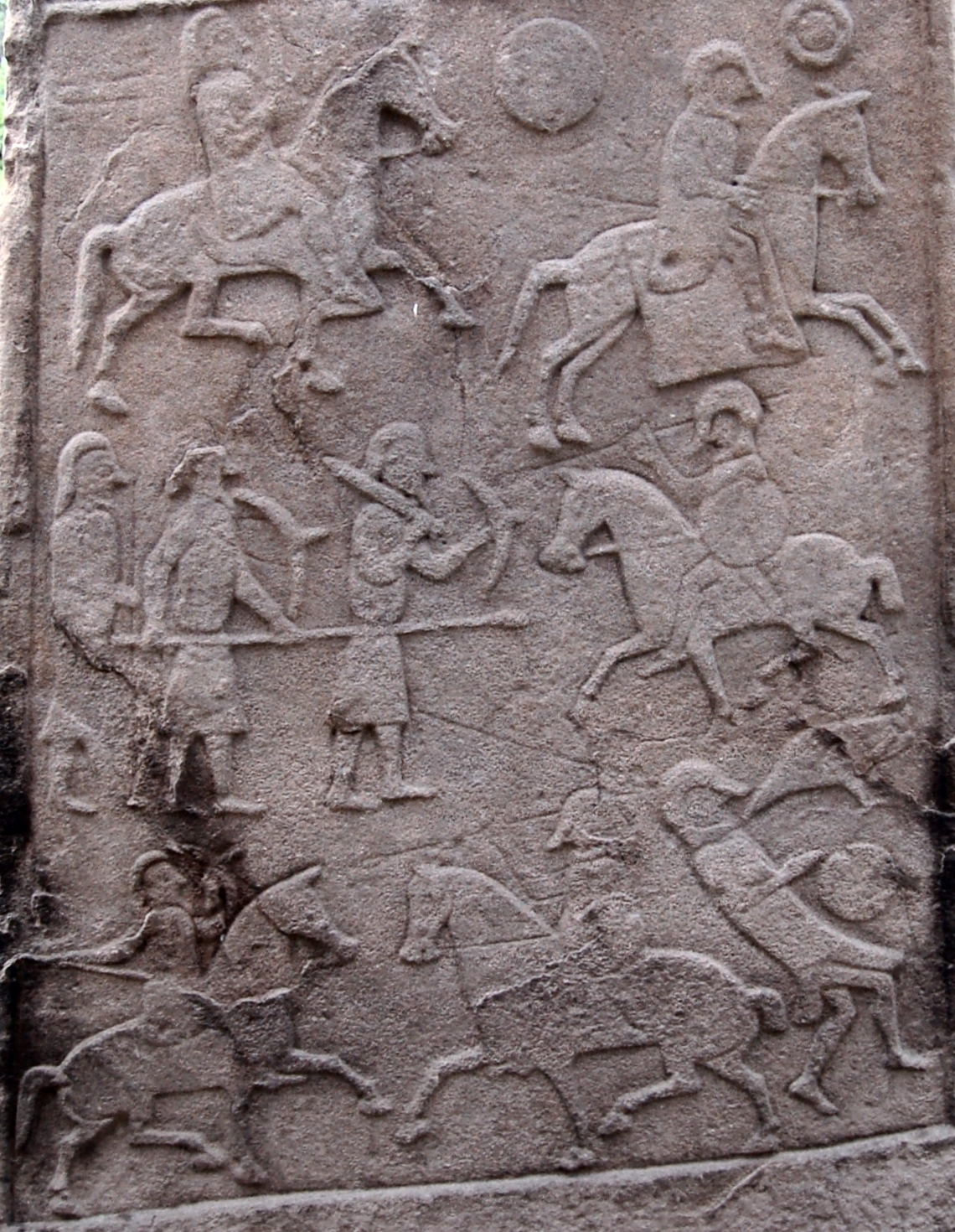
Piktský obrazový kámen zobrazující dle většinového názoru bitvu u Dun Nechtain, v níž byl zabit král Ecgfrith.

Ačkoliv ho od toho biskup Cuthbert z Lindisfarnu odrazoval, vedl král Ecgfrith v roce 685 své vojsko proti piktskému království Fortriu, kterému vládl jeho bratranec král Bridei mac Bili. Dne 20. května byl král Ecgfrith ve věku 40 let zabit poté, když byl vlákán do hor předstíraným útěkem protivníka. Střetnutí v současnosti nazývané bitva u Dun Nechtain se odehrálo buď u Dunnichenu v současné správní oblasti Angus, anebo u Dunachtonu v oblasti Badenoch. Tato porážka, v níž byla zničena většina Ecgfrithovy armády, citelně oslabila northumbrijskou moc na severu. Beda Ctihodný považuje bitvu a Ecgfrithovu smrt za počátek úpadku Northumbrie a napsal, že po Ecgfrithově smrti „šance a moc anglické říše se začala naklánět a klesat stále níž“. Northumbrijští již nikdy nezískali zpět dominanci nad střední Británií ztracenou v roce 679, ani dominanci nad severní Británií ztracenou v roce 685. Northumbrie však zůstala jedním z nejmocnějších států Británie a Irska až do éry Vikingů. Ecgfrith byl pohřben na Ioně. Na trůn po něm nastoupil jeho nevlastní bratr Aldfrith, nemanželský syn krále Oswiua.

## Northumbrijské mnišství
Král Ecgfrith ve svém království stejně jako jeho otec před ním podporoval církevní působení benediktinského opata a světce Benedikta Biscopa (asi 628–690) a v roce 674 mu věnoval 70 popluží půdy poblíž ústí řeky Wear, aby se mohl ujmout stavby kláštera zasvěceného sv. Petrovi. Asi o deset let později učinil druhý dar půdy, a sice 40 popluží u řeky Tyne v Jarrow ke zřízení sesterského kláštera zasvěceného sv. Pavlovi. Tyto dva soubory budov se začaly nazývat klášter Monkwearmouth-Jarrow. Klášter proslavil učenec Beda Ctihodný, který byl ve svých sedmi letech svěřen do péče Benedikta Biscopa ve Wearmouthu, kde zůstal jako mnich až do konce svého života. V roce 731 zde dokončil své stěžejní dílo Historia ecclesiastica gentis Anglorum.

## Ražba mincí
Král Ecgfrith byl zřejmě prvním northumbrijským králem a možná vůbec prvním z anglosaských vládců, jenž dal razit stříbrnou penci, která se od té doby stala na celá staletí stěžejním pilířem anglického mincovnictví. Mince razili Anglosasové od konce 6. století podle vzoru mincí ražených Merovejci ve Franské říši. Byly ale vzácné, přičemž nejběžnější byly zlaté scillingy (šilinky) nebo thrymsy. Ecgfrithovy pence, později také nazývané sceatty, byly tlusté a odlévané do forem. Raženy byly ve velkém.